# Yuichi Kubo
Yuichi Kubo (久保 裕一 Kubo Yuichi?), född 26 september 1988 i Wakayama prefektur, är en japansk fotbollsspelare.
Kubo började sin karriär 2010 i JEF United Chiba. Efter JEF United Chiba spelade han för Gainare Tottori, Fagiano Okayama, Mito HollyHock och SC Sagamihara.